# John Patler
John Patler, eigentlich Yanacki Patsalos (* 14. März 1938), war der Attentäter, der George Lincoln Rockwell, den Führer der American Nazi Party, ermordete.
Patler wurde als Sohn griechischer Einwanderer geboren und wuchs in einer zerrütteten Familie auf. Seine Mutter wurde 1943 von seinem Vater getötet und er wurde von seiner Großmutter und dem Vater nach dessen Haftentlassung erzogen. Als Kind war er in einer weißen Gang aktiv, wo er sich nach eigenen Angaben im Kampf gegen Gangs von Schwarzen und Puerto-Ricanern befand. 
Patler diente im U.S. Marine Corps zwischen 1958 und 1960. Er wurde ehrenhaft entlassen, weil er unsuitable (unpassend) war, da er auf einer Veranstaltung der American Nazi Party festgenommen worden war.
1960 trat Patler nach seiner Entlassung der American Nazi Party bei. Dort war er Redakteur und Cartoonist im rechten Partei-Magazin Stormtrooper. Im April 1967 wurde er ausgeschlossen, nach Angabe vom Vize-Parteiführer Matt Koehl (nach dem Attentat) wegen bolschewistischer Neigungen.
Am 25. August 1967 erschoss er George Lincoln Rockwell, den Gründer der American Nazi Party. Wegen des Mordes an Rockwell wurde Patler zu 20 Jahren Haft verurteilt und 1975 auf Bewährung entlassen. Da er jedoch gegen seine Bewährungsauflagen verstieß, kam er erneut für sechs Jahre ins Gefängnis. Zu dem Motiv des Mordes hat sich Patler nie öffentlich geäußert.